# Valsartan
Valsartan ist ein Arzneistoff aus der Gruppe der AT1-Antagonisten, der in der Behandlung von Bluthochdruck und leichter bis mittelschwerer Herzinsuffizienz, falls eine ACE-Hemmer-Therapie ungeeignet ist, eingesetzt wird. Valsartan wurde 1991 von Ciba-Geigy AG – heute Novartis – patentiert.

## Klinische Angaben

### Anwendungsgebiete
Valsartan wird für die Behandlung folgender Krankheiten eingesetzt:
Essentielle Hypertonie
- Behandlung der essentiellen Hypertonie leichten und mäßigen Grades.

Herzinsuffizienz
- Valsartan ist zugelassen für die Therapie von milder bis mittelschwerer Herzinsuffizienz (NYHA II und III) üblicherweise in Komedikation mit einem Diuretikum und Digitalis, wenn eine Behandlung mit ACE-Hemmern infolge von unerwünschten Wirkungen (trockener Husten) ungeeignet ist. Nebenwirkungen anlässlich einer Therapie mit ACE-Hemmern, die durch eine allgemeine Beeinflussung auf das Renin-Angiotensin-Aldosteron-System entstehen (zum Beispiel eine progredient verlaufende Niereninsuffizienz, Hyperkaliämie (Serumkaliumwert über 5,0 mmol/l)), stellen keine Indikation für Valsartan dar.

Status nach akutem Myokardinfarkt
- Langzeitprophylaxe bei Patienten mit stabilem Status nach Myokardinfarkt verbunden mit einer linksventrikulären Dysfunktion mit einer Auswurffraktion ≤ 40 %.[4]

### Gegenanzeigen
Überempfindlichkeit gegenüber Valsartan. Hereditäres Angioödem; Angioödem in der Anamnese unter Therapie mit einem
ACE-Hemmer oder Angiotensin-II-Rezeptorantagonisten; Niereninsuffizienz (Kreatinin-Clearance < 10 ml/min): keine Erfahrung; Es liegen keine Therapieerfahrungen mit Valsartan bei Kindern und Jugendlichen (unterhalb von 18 Jahren) vor.

### Studien
Die 2001 veröffentlichte Val-HeFT-Studie (Valsartan heart failure trial) mit 5010 Patienten ergab bei Patienten mit Herzinsuffizienz mit NYHA-Stadium II bis IV eine verringerte Hospitalisierungsrate. Bei den anderen Endpunkten der Studie (kardiopulmonale Reanimation, Gesamtsterblichkeit u. a.) gab es keinen Unterschied von Valsartan plus Standardtherapie versus Placebo plus Standardtherapie. Patienten ohne Betablocker und ACE-Hemmer profitierten vom Valsartan. Die Kombination von ACE-Hemmer, Betablocker und Valsartan zeigte sich eher ungünstig.

### Anwendung während Schwangerschaft und Stillzeit
- Schwangerschaft

Es gibt mit Valsartan keine Erfahrungen bei schwangeren Frauen. Präklinische Studien mit Tierversuchen zeigten mit Valsartan jedoch fetale und neonatale Schäden mit Todesfällen, welche auf die Wirkungen des Arzneistoffs im Renin-Angiotensin-Aldosteron-System (RAAS) zurückgeführt werden.
Arzneistoffe, die direkt auf das RAAS wirken, können Schäden in der fetalen Entwicklung verursachen, wenn sie während der Schwangerschaft im zweiten und dritten Trimenon angewendet werden.
Die fetale Nierenperfusion beginnt beim Menschen, welche von der Entwicklung des Renin-Angiotensin-Aldosteron-Systems abhängig ist, im zweiten Trimenon. Demnach erhöht sich das Risiko bei einer Therapie mit Valsartan-haltigen Arzneimitteln im zweiten und dritten Trimenon. Im ersten Trimenon wird die Anwendung von Valsartan nicht empfohlen, sondern es ist die Umstellung auf ein Mittel Therapie mit geeignetem Sicherheitsprofil vorzuziehen. Im zweiten und dritten Trimenon ist Valsartan kontraindiziert.
- Stillzeit

Es ist nicht bekannt, ob Valsartan in die Muttermilch übertritt. Bei der Ratte wurden demgegenüber bedeutsame Spiegel von Valsartan und seinem aktiven Metaboliten in der Milch gefunden. Daher ist eine alternative blutdrucksenkende Therapie mit einem besseren Sicherheitsprofil bei Anwendung in der Stillzeit vorzuziehen, insbesondere wenn Neugeborene oder Frühgeburten gestillt werden.

### Valsartan bei Niereninsuffizienz
Da der Qo-Wert von Valsartan hoch ist (Qo = 0,7), ist keine Dosisanpassung bei eingeschränkter Nierenfunktion notwendig. Bei vielen Arzneimitteln mit hohem Qo-Wert entstehen renal eliminierte Metaboliten, deren Aktivität nicht immer bekannt ist. Entsprechend ist bei schweren Einschränkungen der Nierenfunktion grundsätzlich Vorsicht geboten.

## Pharmakologische Eigenschaften

### Wirkungsmechanismus
Das Valsartan wirkt als AT1-Antagonist direkt am Angiotensinrezeptor. Damit soll im Vergleich zu den ACE-Hemmern der durch Bradykinin ausgelöste Reizhusten seltener auftreten.

### Pharmakokinetik
Es werden nach heutigen Erkenntnissen keine aktiven Metaboliten des Valsartan gebildet, die Ausscheidung erfolgt zu 30 % über die Nieren. Die restlichen 70 % werden über die Leber verstoffwechselt. Die Bioverfügbarkeit ist im Gegensatz zu Losartan geringer und beträgt etwa 23–25 %. Die Bioverfügbarkeit verringert sich durch Nahrungsaufnahme stärker als bei Losartan und Eprosartan, die Einnahme bei gleichzeitiger Nahrungsaufnahme senkt den Plasmaspiegel um 48 %. Der maximale Plasmaspiegel wird nach 2 Stunden erreicht. Die biologische Halbwertszeit von Valsartan liegt bei 6–9 Stunden.

## Krebserregende Verunreinigungen
Im Juli 2018 wurde die Verunreinigung bestimmter Chargen eines chinesischen Wirkstoffherstellers mit einer als krebserregend geltenden Substanz aufgedeckt. Betroffene Fertigarzneimittel wurden in Europa und Nordamerika vom Markt genommen. In der Folge wurden sowohl Verunreinigungen in Valsartan weiterer Wirkstoffhersteller festgestellt als auch in anderen Arzneistoffen aus der Gruppe der Sartane (Irbesartan, Losartan).

## Relevanz für die Trinkwasserversorgung
Im Jahr 2013 wurden im Trinkwasser der Stadt Berlin Rückstände des mikrobiellen Transformationsproduktes Valsartansäure nachgewiesen. Aufgrund der strukturellen Ähnlichkeit wurde angenommen, dass Valsartansäure auch aus weiteren Wirkstoffen aus der Gruppe der Sartane, wie bspw. Candesartan, Losartan, Irbesartan und Olmesartan, gebildet werden kann. Dies wurde mittlerweile teils bestätigt. Seit 2015 liegt eine Risikobewertung des Umweltbundesamtes vor. Demnach beträgt der Gesundheitliche Orientierungswert (GOW) für Valsartansäure im Trinkwasser 0,3 µg/L. Es stehen End-of-pipe-Technologien zur Reduzierung der in den Wasserkreislauf abgegebenen Arzneimittelfracht zur Verfügung, bspw. Ozonung oder die Anwendung von Aktivkohle in der Abwasserbehandlung bzw. bei der Trinkwasseraufbereitung. Diese Verfahren sind jedoch kosten- und energieintensiv und widersprechen dem Verursacherprinzip sowie Artikel 7 Absatz 3 der Europäischen Wasserrahmenrichtlinie (EU-WRRL), der einen nachhaltigen Gewässerschutz mit dem Ziel, den für die Gewinnung von Trinkwasser erforderlichen Umfang der Aufbereitung zu verringern, vorsieht. Eine Anpassung der Verordnungspraxis durch die behandelnden Ärzte stellt eine Möglichkeit dar, den Eintrag von Valsartansäure-Vorläuferverbindungen in die Umwelt zu minimieren.

## Handelsnamen
Monopräparate

Angiosan (A), Cordinate (D), Diovan (protect/forte) (D, A, CH), Provas (D), Valsacor (D, A), Valsartan (A), zahlreiche Generika (D)
Kombinationspräparate
- mit Hydrochlorothiazid: Co-Angiosan (A), CoDiovan (forte) (D, A, CH), Cordinate plus/ -forte (D), Provas comp/ -maxx (D), Cotareg (forte), zahlreiche Generika (D)
- mit Amlodipin: Copalia (A), Dafiro (A), Exforge (D, A, CH), Imprida (A), Valsartan Amlo (CH)
- mit Amlodipin und Hydrochlorothiazid: Dafiro HCT[19][20][21]
- mit Sacubitril: Entresto